# Cichladusa ruficauda
Cichladusa ruficauda là một loài chim trong họ Muscicapidae.